# 名和駅 (鳥取県)

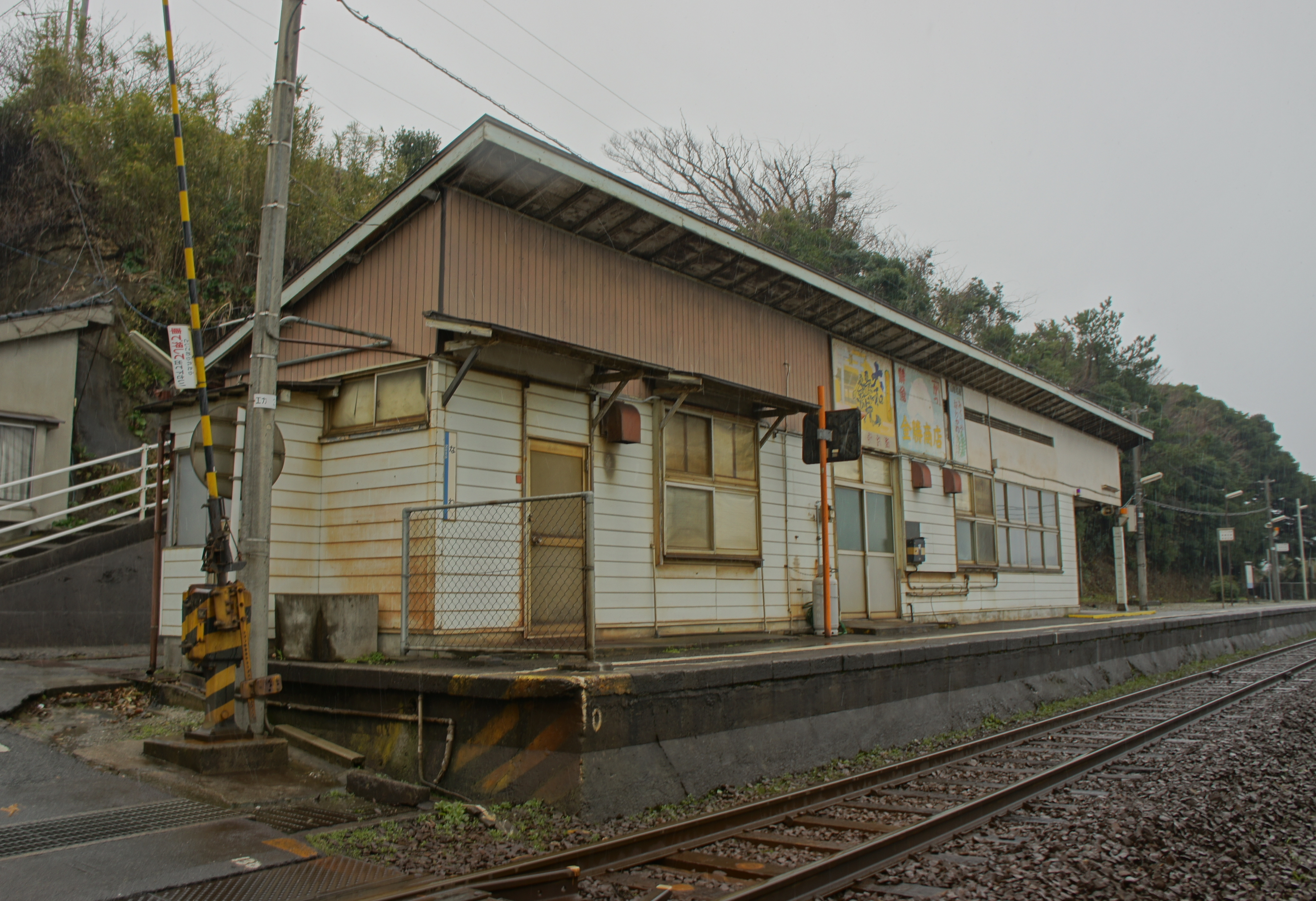
駅舎（2010年12月）

名和駅（なわえき）は、鳥取県西伯郡大山町御来屋にある西日本旅客鉄道（JR西日本）山陰本線の駅である。

## 歴史
- 1909年（明治42年）
  - 3月11日：官設鉄道御来屋駅 - 淀江駅間に、名和仮乗降場として新設[1]。名和神社の観桜の季節に開設された[1]。駅名は名和神社（西伯郡名和村）に由来。
  - 10月12日：線路名称制定、山陰本線所属となる。
- 1912年（明治45年）1月31日：名和仮乗降場廃止、代替として名和仮停車場が新設[1]。季節営業の臨時駅で、旅客営業のみ[1]。
- 1955年（昭和30年）2月10日：通年営業の名和駅に昇格[1]。
- 1968年（昭和43年）6月1日：業務委託駅化（日本交通観光社受託）[2]。
- 1972年（昭和47年）3月10日：再度業務委託駅化[3]。
- 1984年（昭和59年）2月1日：荷物扱い廃止[1]。
- 1985年（昭和60年）3月14日：無人駅化[4]。
- 1987年（昭和62年）4月1日：国鉄分割民営化に伴い、西日本旅客鉄道（JR西日本）の駅となる[1]。
- 年月日不明：自動券売機撤去。

## 駅構造
米子方面に向かって左側に単式ホーム1面1線を有する地上駅（停留所）。居酒屋が入居している駅舎が、ホームに接した形で設置されている（極稀に営業している模様）。棒線駅のため、ホームは米子方面行・鳥取方面行双方が共用している。
米子駅管理の無人駅。以前は駅舎内に自動券売機が設置されていたが、現在は撤去されている。

## 利用状況
| 1日乗降人員推移 | 1日乗降人員推移 |
| 年度            | 1日平均人数     |
| --------------- | --------------- |
| 2011年          | 138             |
| 2012年          | 118             |
| 2013年          | 112             |
| 2014年          | 114             |
| 2015年          | 114             |
| 2016年          | 128             |
| 2017年          | 109             |
| 2018年          | 86              |
| 2019年          | 78              |
| 2021年          | 86              |

## 駅周辺
- 大山町役場
- 名和神社
- 大山町立名和中学校
- 国道9号
- 鳥取県道241号名和名和停車場線
- 鳥取県道269号松河原名和線

## バス路線
当駅より約300メートル下方、国道9号に名和駅前バス停留所がある。
- 日本交通
  - 下市入口行き
  - 米子駅行き・イオン東館行き （イオン東館行きは終点にて米子駅方面に接続可[7]）

## 隣の駅
西日本旅客鉄道（JR西日本）
 山陰本線
■快速「とっとりライナー」
通過
■普通
御来屋駅 - 名和駅 - 大山口駅